# Željko Komšić
Željko Komšić (pronúncia bósnia: ʒɛlʲkɔ komʃitɕ; nascido a 20 de janeiro de 1964) é um político da República da Bósnia e Herzegovina, parte integrante do estado soberano da Bósnia e Herzegovina. A 1 de outubro de 2006 foi eleito num mandato de quatro anos para membro da Presidência da Bósnia e Herzegovina, foi reeleito em 2010 para um novo mandato de quatro anos, até 2014. Em 2018 foi novamente eleito membro da presidência do país.

## Educação e Guerra da Bósnia
Komšić licenciou-se em Direito pela Universidade de Saraievo, tendo também estudado na Edmund A. Walsh School of Foreign Service da Universidade de Georgetown, Washington, D.C., Estados Unidos. É advogado de profissão. Durante a Guerra da Bósnia, serviu no Exército da República da Bósnia e Herzegovina tendo sido condecorado com um Lírio Dourado – a mais alta condecoração atribuída pelo governo da Bósnia e Herzegovina.

## Carreira política
Depois da guerra, Komšić iniciou uma carreira política como membro do Partido Social Democrata da Bósnia e Herzegovina (SDP-BiH). Foi vereador municipal de Novo Sarajevo e de Saraievo, antes de ser eleito presidente do governo municipal de Novo Sarajevo, em 2000. Serviu também como vice-presidente do governo municipal de Saraievo por dois anos. Quando a coligação "Aliança pela Mudança Democrática" chegou ao poder em 1998, foi nomeado embaixador para a então República Federal da Jugoslávia em Belgrado. Demitiu-se depois das eleições de 2002 quando o SDP-BiH regressou à oposição. É atualmente um dos três vice-presidentes do SDP-BiH.

## Eleição geral de 2006
Željko Komšić foi o candidato do SDP para o lugar reservado aos croatas na Presidência da Bósnia e Herzegovina em 2006. Recebeu 97 267 votos, correspondendo a 41% dos votos, à frente de Ivo Miro Jović (25%), Božo Ljubić (18%) e Mladen Ivanković-Lijanović (9%). Tomou posse a 1 de outubro de 2006. A razão da sua vitória foi atribuída às divisões na HDZ-BiH, o que permitiu ao SDP ganhar uma maioria dos votos.
Komšić sofre uma firme oposição dos croatas da Bósnia e Herzegovina que apoiam o partido nacionalista croata, o HDZ. Etnicamente croata e criado como católico, Komšić refere-se à língua bósnia (e não à croata) como sendo a sua, e não possui dupla cidadania (bósnia e croata) como muitos outros, apesar de a sua mulher, Sabina, que é bosníaca, aparentemente possuir. O HDZ critica-o desde a sua eleição, mas Komšić mantém-se popular fora desse círculo.

## Presidência rotativa (2009)
A 7 de julho de 2009, Komšić tornou-se Presidente da Presidência da Bósnia e Herzegovina, cargo rotativo que ocupou durante os oito meses seguintes.